# Bayer 04 Leverkusen Fußball 2023-2024 (femminile)
Questa voce raccoglie le informazioni riguardanti il Bayer 04 Leverkusen Fußball nelle competizioni ufficiali della stagione 2023-2024.

## Divise e sponsor
La grafica delle divise era identica a quella adottata dalla sezione maschile del Bayer Leverkusen. Sponsor principale era Barmenia, mentre lo sponsor tecnico, fornitore delle tenute, era Castore.
| Casa | Trasferta | Terza Divisa |

## Organigramma societario
Tratto dal sito societario:
Area tecnica
- Allenatore: Robert de Pauw
- Allenatori in seconda: Jessie van den Broek
- Preparatori dei portieri: Patrick Bade
- Preparatore atletico: Maurice Mülder

## Rosa
Rosa, ruoli e numeri di maglia come da sito societario.
| N. |                        | Ruolo | Calciatore           |
| -- | ---------------------- | ----- | -------------------- |
| 1  | Germania (bandiera)    | P     | Charlotte Voll       |
| 2  | Germania (bandiera)    | D     | Selina Ostermeier    |
| 3  | Germania (bandiera)    | D     | Melissa Friedrich    |
| 4  | Polonia (bandiera)     | C     | Sylwia Matysik       |
| 5  | Paesi Bassi (bandiera) | D     | Janou Levels         |
| 6  | Germania (bandiera)    | C     | Elisa Senß           |
| 7  | Danimarca (bandiera)   | A     | Cecilie Johansen     |
| 8  | Germania (bandiera)    | C     | Paulina Bartz        |
| 9  | Polonia (bandiera)     | A     | Nikola Karczewska    |
| 10 | Norvegia (bandiera)    | A     | Synne Skinnes Hansen |
| 11 | Germania (bandiera)    | A     | Kristin Kögel        |
| 12 | Germania (bandiera)    | D     | Julia Mickenhagen    |
| 13 | Germania (bandiera)    | D     | Caroline Siems       |
| 14 | Norvegia (bandiera)    | D     | Emilie Bragstad      |
| 15 | Paesi Bassi (bandiera) | C     | Eva van Deursen      |

| N. |                     | Ruolo | Calciatore                   |
| -- | ------------------- | ----- | ---------------------------- |
| 16 | Germania (bandiera) | C     | Sofie Zdebel                 |
| 17 | Germania (bandiera) | C     | Jule Jorde                   |
| 17 | Svizzera (bandiera) | C     | Amira Arfaoui                |
| 18 | Islanda (bandiera)  | C     | Karólína Lea Vilhjálmsdóttir |
| 19 | Germania (bandiera) | A     | Loreen Bender                |
| 20 | Germania (bandiera) | A     | Estrella Merino Gonzalez     |
| 21 | Germania (bandiera) | D     | Sofia Cava Marin             |
| 23 | Germania (bandiera) | A     | Delice Boboy                 |
| 24 | Ungheria (bandiera) | D     | Lilla Turányi                |
| 25 | Germania (bandiera) | C     | Mia Eickmann                 |
| 26 | Germania (bandiera) | C     | Clara Fröhlich               |
| 27 | Germania (bandiera) | P     | Friederike Repohl            |
| 30 | Svizzera (bandiera) | D     | Lara Marti                   |
| 31 | Germania (bandiera) | A     | Verena Wieder                |
| 34 | Germania (bandiera) | P     | Anne Moll                    |

## Calciomercato

### Sessione estiva
| Acquisti | Acquisti                     | Acquisti                 | Acquisti                  |
| R.       | Nome                         | da                       | Modalità                  |
| -------- | ---------------------------- | ------------------------ | ------------------------- |
| P        | Charlotte Voll               | Altach/Vorderland        |                           |
| D        | Emilie Bragstad              | Bayern Monaco            | prestito                  |
| D        | Janou Levels                 | PSV                      |                           |
| C        | Paulina Bartz                | Eimsbütteler U19         |                           |
| C        | Synne Skinnes Hansen         | Rosenborg                | [ 4 ]                     |
| C        | Cecilie Winther Johansen     | AGF                      |                           |
| A        | Loreen Bender                | Eintracht Francoforte II |                           |
| A        | Delice Boboy                 | Bayer Leverkusen U19     | aggregata dalle giovanili |
| A        | Nikola Karczewska            | Tottenham                | prestito                  |
| A        | Estrella Merino Gonzalez     | Bayer Leverkusen U19     | aggregata dalle giovanili |
| A        | Karólína Lea Vilhjálmsdóttir | Bayern Monaco            | prestito                  |

| Cessioni | Cessioni            | Cessioni              | Cessioni      |
| R.       | Nome                | a                     | Modalità      |
| -------- | ------------------- | --------------------- | ------------- |
| P        | Anna Klink          | Basilea               |               |
| C        | Jill Baijings       | Bayern Monaco         | [ 8 ]         |
| C        | Dina Blagojević     | Stella Rossa          |               |
| C        | Alexandra Emmerling | MSV Duisburg          |               |
| C        | Lisanne Gräwe       | Eintracht Francoforte | [ 9 ]         |
| C        | Juliane Wirtz       | Werder Brema          |               |
| A        | Chiara Bücher       | Zurigo                |               |
| A        | Annika Enderle      | SGS Essen             | [ 10 ]        |
| A        | Ivana Fuso          | Manchester United     | fine prestito |
| A        | Milena Nikolić      | Basilea               | [ 11 ]        |

### Sessione invernale
| Acquisti | Acquisti    | Acquisti | Acquisti |
| R.       | Nome        | da       | Modalità |
| -------- | ----------- | -------- | -------- |
| C        | Julie Jorde | Lyn      |          |

| Cessioni | Cessioni        | Cessioni            | Cessioni |
| R.       | Nome            | a                   | Modalità |
| -------- | --------------- | ------------------- | -------- |
| D        | Lara Marti      | RB Lipsia           |          |
| C        | Amira Arfaoui   | Norimberga          |          |
| C        | Mia Eickmann    | Borussia M'gladbach |          |
| C        | Eva van Deursen | Eibar               |          |

## Risultati

### Frauen Bundesliga

#### Girone di andata
| Arbitro: | Söder (Norimberga) |

|                                          |           |  |
| Oberdorf 15’ Lattwein 22’ Jónsdóttir 48’ | Marcatori |  |

| Arbitro: | Westerhoff (Bochum) |

|                                                                  |           |  |
| Karczewska 8’, 13’, 49’ Vilhjálmsdóttir 23’, 54’ Van Deursen 73’ | Marcatori |  |

| Arbitro: | Schwermer (Ballenstedt) |

|                      |           |                               |
| Alber 74’ Memeti 78’ | Marcatori | 34’ Vilhjálmsdóttir 62’ Kögel |

| Arbitro: | Joos (Leinfelden-Echterdingen) |

|                                                |           |  |
| Karczewska 32’ Kögel 45+1’ Vilhjálmsdóttir 60’ | Marcatori |  |

| Arbitro: | Diekmann (Essen) |

|  |           |            |
|  | Marcatori | 36’ Levels |

| Leverkusen 4 novembre 2023, ore 14:00 CET 6ª giornata | Bayer Leverkusen   | 0 – 0 referto | SGS Essen | Ulrich-Haberland-Stadion (498 spett.)\| Arbitro: \| Wildfeuer (Lützen) \| |
| Arbitro:                                              | Wildfeuer (Lützen) |               |           |                                                                           |

| Arbitro: | Westerhoff (Bochum) |

|                 |           |                                        |
| Anyomi 19’, 66’ | Marcatori | 17’ Skinnes Hansen 88’ Merino Gonzalez |

| Arbitro: | Heidenreich (Bad Schwartau) |

|              |           |             |
| Wieder 90+3’ | Marcatori | 78’ Fudalla |

| Arbitro: | Michel (Magonza) |

|                                       |           |  |
| Eriksson 6’ Gwinn 52’ Damnjanović 58’ | Marcatori |  |

| Arbitro: | Breier (Zerf) |

|                                                          |           |          |
| Vilhjálmsdóttir 5’ Kögel 62’ Karczewska 69’ Wieder 90+4’ | Marcatori | 38’ Muth |

| Arbitro: | Wildfeuer (Lützen) |

|                        |           |                |
| Németh 77’ Sehan 90+2’ | Marcatori | 21’ Karczewska |

#### Girone di ritorno
| Arbitro: | Hussein (Bad Harzburg) |

|              |           |          |
| Bragstad 73’ | Marcatori | 37’ Popp |

| Arbitro: | Lutz (Poppenhausen) |

|                  |           |                            |
| Magnusdottir 49’ | Marcatori | 28’ Friedrich 59’ Bragstad |

| Arbitro: | Diekmann (Essen) |

|                |           |                              |
| Karczewska 38’ | Marcatori | 1’ (aut.) Matysik 75’ Dongus |

| Friburgo in Brisgovia 10 marzo 2024, ore 18:30 CET 15ª giornata | Friburgo            | 0 – 0 referto | Bayer Leverkusen | Dreisamstadion (1 536 spett.)\| Arbitro: \| Menzel (Hambrücken) \| |
| Arbitro:                                                        | Menzel (Hambrücken) |               |                  |                                                                    |

| Arbitro: | Wildfeuer (Lützen) |

|                       |           |  |
| Turányi 23’ Kögel 73’ | Marcatori |  |

| Essen 24 marzo 2024, ore 18:30 CET 17ª giornata | SGS Essen               | 0 – 0 referto | Bayer Leverkusen | Stadion an der Hafenstraße (1 702 spett.)\| Arbitro: \| Schwermer (Ballenstedt) \| |
| Arbitro:                                        | Schwermer (Ballenstedt) |               |                  |                                                                                    |

| Arbitro: | Lutz (Poppenhausen) |

|                             |           |  |
| Bender 36’ Karczewska 90+3’ | Marcatori |  |

| Arbitro: | Breier (Zerf) |

|             |           |  |
| Larsson 83’ | Marcatori |  |

| Arbitro: | Heidenreich (Bad Schwartau) |

|                |           |                          |
| Karczewska 62’ | Marcatori | 17’ Stanway 27’ Dallmann |

| Arbitro: | Joos (Leinfelden-Echterdingen) |

|              |           |                                              |
| Bathmann 71’ | Marcatori | 20’ Bender 34’ Karczewska 76’ Skinnes Hansen |

| Arbitro: | Westerhoff (Bochum) |

|                            |           |                                                 |
| Kögel 57’ (rig.) Jorde 86’ | Marcatori | 43’ Weidauer 51’ Brandenburg 58’ (rig.) Ulbrich |

### Coppa di Germania
| Arbitro: | Hölscher (Ihlow) |

|  |           |                               |
|  | Marcatori | 13’, 86’ Kögel 88’ Karczewska |

| Arbitro: | Wildfeuer (Lützen) |

|  |           |                                                    |
|  | Marcatori | 24’, 52’ Karczewska 58’ Levels 61’ Merino Gonzalez |

| Arbitro: | Rafalski (Gudensberg) |

|            |           |                     |
| Wieder 56’ | Marcatori | 8’ Maier 33’ Elmazi |

## Statistiche

### Statistiche di squadra
| Competizione         | Punti | In casa | In casa | In casa | In casa | In casa | In casa | In trasferta | In trasferta | In trasferta | In trasferta | In trasferta | In trasferta | Totale | Totale | Totale | Totale | Totale | Totale | DR  |
| Competizione         | Punti | G       | V       | N       | P       | Gf      | Gs      | G            | V            | N            | P            | Gf           | Gs           | G      | V      | N      | P      | Gf     | Gs     | DR  |
| -------------------- | ----- | ------- | ------- | ------- | ------- | ------- | ------- | ------------ | ------------ | ------------ | ------------ | ------------ | ------------ | ------ | ------ | ------ | ------ | ------ | ------ | --- |
| Frauen Bundesliga    | 31    | 11      | 5       | 3       | 3       | 23      | 10      | 11           | 3            | 4            | 4            | 11           | 15           | 22     | 8      | 7      | 7      | 34     | 25     | +9  |
| DFB-Pokal der Frauen | -     | 1       | 0       | 0       | 1       | 1       | 2       | 2            | 2            | 0            | 0            | 7            | 0            | 3      | 2      | 0      | 1      | 8      | 2      | +6  |
| Totale               | -     | 12      | 5       | 3       | 4       | 24      | 12      | 13           | 5            | 4            | 4            | 18           | 15           | 25     | 10     | 7      | 8      | 42     | 27     | +15 |

### Andamento in campionato
| Giornata  | 1  | 2 | 3 | 4 | 5 | 6 | 7 | 8 | 9 | 10 | 11 | 12 | 13 | 14 | 15 | 16 | 17 | 18 | 19 | 20 | 21 | 22 |
| --------- | -- | - | - | - | - | - | - | - | - | -- | -- | -- | -- | -- | -- | -- | -- | -- | -- | -- | -- | -- |
| Luogo     | T  | C | T | C | T | C | T | C | T | C  | T  | C  | T  | C  | T  | C  | T  | C  | T  | C  | T  | C  |
| Risultato | P  | V | N | V | V | N | N | N | P | V  | P  | N  | V  | P  | N  | V  | N  | V  | P  | P  | V  | P  |
| Posizione | 10 | 4 | 6 | 4 | 4 | 4 | 4 | 6 | 7 | 6  | 7  | 6  | 6  | 6  | 5  | 5  | 5  | 5  | 6  | 6  | 6  | 6  |

Legenda:

Luogo: C = Casa; T = Trasferta. Risultato: V = Vittoria; N = Pareggio; P = Sconfitta.

### Statistiche delle giocatrici
| Giocatore            | Frauen-Bundesliga | Frauen-Bundesliga | Frauen-Bundesliga | Frauen-Bundesliga | DFB-Pokal der Frauen | DFB-Pokal der Frauen | DFB-Pokal der Frauen | DFB-Pokal der Frauen | Totale   | Totale | Totale      | Totale     |
| Giocatore            | Presenze          | Reti              | Ammonizioni       | Espulsioni        | Presenze             | Reti                 | Ammonizioni          | Espulsioni           | Presenze | Reti   | Ammonizioni | Espulsioni |
| -------------------- | ----------------- | ----------------- | ----------------- | ----------------- | -------------------- | -------------------- | -------------------- | -------------------- | -------- | ------ | ----------- | ---------- |
| A. Arfaoui           | 9                 | 0                 | 2                 | 0                 | 2                    | 0                    | 1                    | 0                    | 11       | 0      | 3           | 0          |
| P. Bartz             | 13                | 0                 | 0                 | 0                 | 1                    | 0                    | 0                    | 0                    | 14       | 0      | 0           | 0          |
| L. Bender            | 12                | 2                 | 1                 | 0                 | 1                    | 0                    | 0                    | 0                    | 13       | 2      | 1           | 0          |
| D. Boboy             | -                 | -                 | -                 | -                 | -                    | -                    | -                    | -                    | -        | -      | -           | -          |
| E. Bragstad          | 21                | 2                 | 2                 | 0                 | 2                    | 0                    | 0                    | 0                    | 23       | 2      | 2           | 0          |
| S. Cava Marin        | -                 | -                 | -                 | -                 | -                    | -                    | -                    | -                    | -        | -      | -           | -          |
| M. Eickmann          | -                 | -                 | -                 | -                 | -                    | -                    | -                    | -                    | -        | -      | -           | -          |
| M. Friedrich         | 9                 | 1                 | 0                 | 0                 | 1                    | 0                    | 0                    | 0                    | 10       | 1      | 0           | 0          |
| C. Fröhlich          | -                 | -                 | -                 | -                 | -                    | -                    | -                    | -                    | -        | -      | -           | -          |
| J. Jorde             | 8                 | 1                 | 1                 | 0                 | 1                    | 0                    | 0                    | 0                    | 9        | 1      | 1           | 0          |
| N. Karczewska        | 20                | 10                | 3                 | 0                 | 3                    | 3                    | 0                    | 0                    | 23       | 13     | 3           | 0          |
| K. Kögel             | 22                | 5                 | 3                 | 0                 | 3                    | 2                    | 1                    | 0                    | 25       | 7      | 4           | 0          |
| J. Levels            | 16                | 1                 | 2                 | 0                 | 3                    | 1                    | 0                    | 0                    | 19       | 2      | 2           | 0          |
| L. Marti             | 2                 | 0                 | 0                 | 0                 | 1                    | 0                    | 0                    | 0                    | 3        | 0      | 0           | 0          |
| S. Matysik           | 19                | 1                 | 3                 | 0                 | 2                    | 0                    | 0                    | 0                    | 21       | 1      | 3           | 0          |
| E. Merino Gonzalez   | 16                | 1                 | 0                 | 0                 | 2                    | 1                    | 0                    | 0                    | 18       | 2      | 0           | 0          |
| J. Mickenhagen       | 1                 | 0                 | 0                 | 0                 | -                    | -                    | -                    | -                    | 1        | 0      | 0           | 0          |
| A. Moll              | -                 | -                 | -                 | -                 | -                    | -                    | -                    | -                    | -        | -      | -           | -          |
| S. Ostermeier        | 9                 | 0                 | 0                 | 0                 | 3                    | 0                    | 0                    | 0                    | 12       | 0      | 0           | 0          |
| F. Repohl            | 22                | 0                 | 0                 | 0                 | -                    | -                    | -                    | -                    | 22       | 0      | 0           | 0          |
| E. Senß              | 21                | 0                 | 2                 | 0                 | 3                    | 0                    | 1                    | 0                    | 24       | 0      | 3           | 0          |
| C. Siems             | 14                | 0                 | 0                 | 0                 | -                    | -                    | -                    | -                    | 14       | 0      | 0           | 0          |
| S. Skinnes Hansen    | 20                | 2                 | 1                 | 0                 | 3                    | 0                    | 0                    | 0                    | 23       | 2      | 1           | 0          |
| L. Turányi           | 20                | 1                 | 5                 | 0                 | 3                    | 0                    | 1                    | 0                    | 23       | 1      | 6           | 0          |
| E. Van Deursen       | 5                 | 1                 | 0                 | 0                 | -                    | -                    | -                    | -                    | 5        | 1      | 0           | 0          |
| K.L. Vilhjálmsdóttir | 22                | 5                 | 2                 | 0                 | 3                    | 0                    | 0                    | 0                    | 25       | 5      | 2           | 0          |
| C. Voll              | -                 | -                 | -                 | -                 | -                    | -                    | -                    | -                    | -        | -      | -           | -          |
| V. Wieder            | 13                | 2                 | 0                 | 0                 | 1                    | 1                    | 0                    | 0                    | 14       | 3      | 0           | 0          |
| C. Winther Johansen  | 11                | 0                 | 0                 | 0                 | -                    | -                    | -                    | -                    | 11       | 0      | 0           | 0          |
| S. Zdebel            | 19                | 0                 | 3                 | 0                 | 3                    | 0                    | 1                    | 0                    | 22       | 0      | 4           | 0          |